# Estação Parangaba
A Estação Parangaba é uma estação metroviária integrante das linhas Sul (metrô) e Nordeste (VLT) da rede do metrô de Fortaleza, administrada pela Companhia Cearense de Transportes Metropolitanos (Metrofor), localizada na Avenida Carlos Amora, nº 190, no bairro Parangaba, em Fortaleza, capital do Estado do Ceará, Brasil.
Faz um importante papel de estação de integração intermodal entre os variados sistemas de transporte inseridos ao longo dos anos na região, fazendo uma ligação direta por meio de transbordo entre os sistemas do metrô e do Veiculo Leve sobre Trilhos (VLT), além de permitir fácil acesso ao terminal de ônibus urbano da Parangaba e a estação 01 do sistema Bicicleta Integrada, permitindo dessa forma uma conexão entre os modais metroviários e rodoviário.

## Histórico

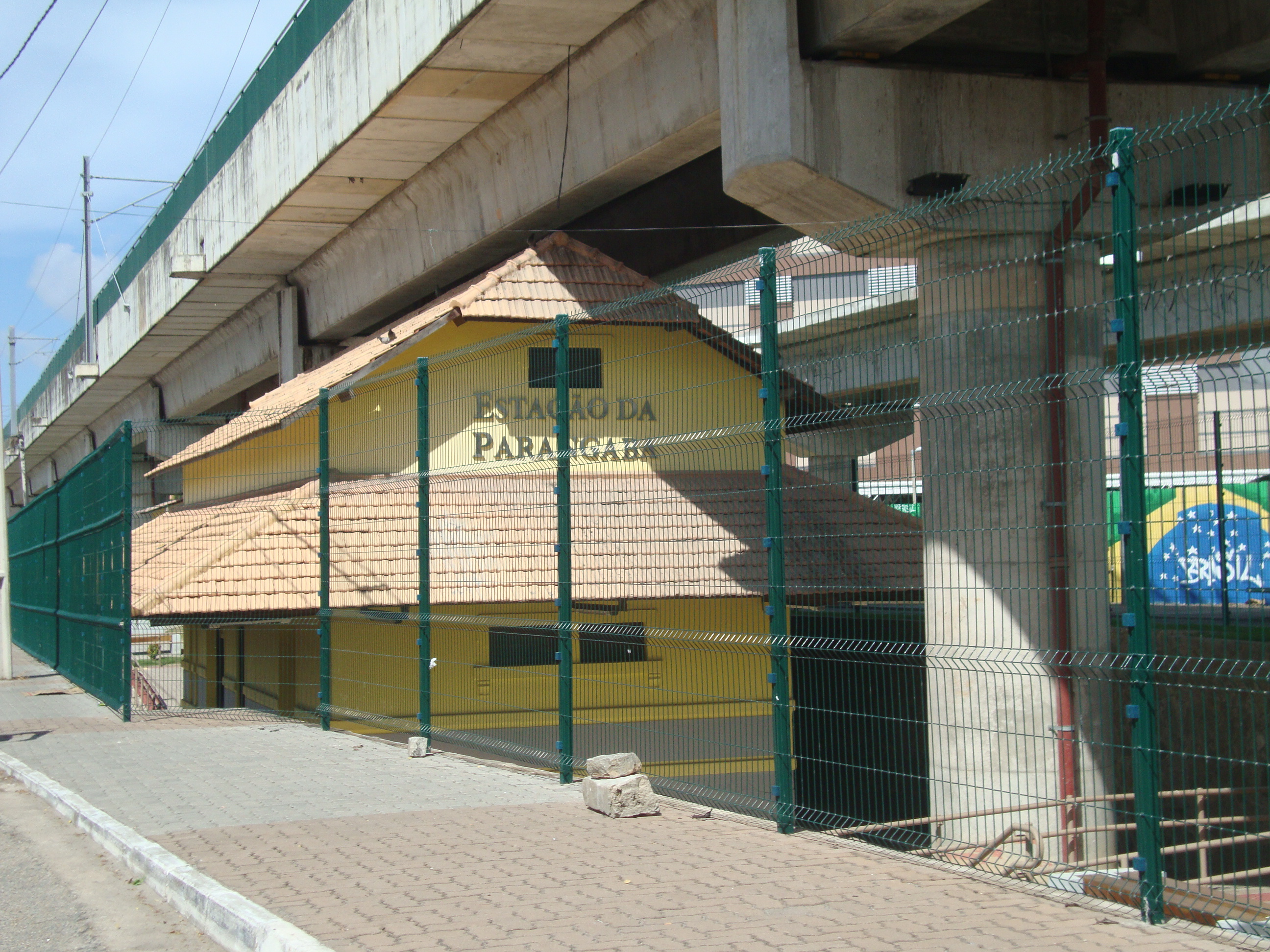
Antiga estação da Parangaba, preservado em baixo do elevado do metrô ao lado da atual estação.

A estrutura original foi erguida em 1873 e reconstruída em 1927, a Estação Parangaba foi a segunda estação ferroviária de Fortaleza. A primeira é a a antiga estação João Felipe (Atualmente museu), no Centro. 
Em 2008, o equipamento foi tombado. No mesmo ano, o prédio passou por um dilema. Devido a construção da Linha Sul do Metrô de Fortaleza, a estação teria que sair do local para dar espaço ao metrô. Na época, o então governador Cid Gomes tinha as seguintes opões: fazer uma réplica da estação e transferi-la para outro bairro, custando R$ 214 mil; transladar o prédio para a Praça Central da Parangaba, ao custo de R$ 5,27 milhões; ou construir um memorial no mesmo local, respeitando a estrutura da estação. A solução foi acordada entre Cid e a prefeita de Fortaleza na época, Luizianne Lins: rebaixar a estação por 3,5 metros e elevar a linha do metrô para preservar o equipamento histórico e evitar sua demolição. A obra durou cinco meses, onde foi priorizado a manutenção das estrutura do prédio, bem como seus traços arquitetônicos. O valor de investimento foi de R$ 1.063.324,47. A participação dos moradores do bairro no debate sobre o assunto foi importante para que os executivos acatassem essa decisão.
A estação atual foi inaugurada pela presidenta Dilma Rousseff e o ex-governador do estado Cid Gomes no dia 15 de junho de 2012, na primeira fase de operações a linha sul entre a estação Parangaba e Carlitos Benevides. No dia 01 de outubro de 2014 as bilheterias da estação passaram a operar pela primeira vez durante o inicio a fase comercial, no inicio o usuário deveria comprar um bilhete de papel e depois inseri-lo em uma urna para se ter acesso as plataformas da estação, processo depois substituído com a implantação de catracas eletrônicas, permitindo o uso bilhetes eletrônicos, e de cartões magnéticos recarregáveis criados para ser utilizado especialmente no sistema de metropolitanos conhecido como metrocard, além de ser possível a utilização do Bilhete único, permitindo a integração com os demais modais de transporte de Fortaleza e região metropolitana utilizando apenas uma passagem.
No dia 25 de Julho de 2017 a parte da estação destinada ao VLT Parangaba foi entregue a população junto com o trecho 2 da Linha, na solenidade de entrega estiveram presentes o chefe do executivo estadual, Camilo Santana e o Vice-Prefeito de Fortaleza, Morone Torgan. Com a entrega, a estação Parangaba se torna a primeira do novo sistema a oferecer integração por meio de transbordo entre duas linhas da rede.
Em Julho de 2020, a estação Parangaba, passou a ser a primeira do sistema metroviário da capital a contar com rede wi-fi gratuita para os passageiros. Segundo a Diretora de Desenvolvimento Estratégico da Companhia Cearense de Transportes Metropolitanos, Giselle Secundino, a nova rede "oferecer aos usuários, cada vez mais, um serviço confortável, agradável e uma experiência de viagem diferenciada. É interesse do Metrô fornecer um acesso à Internet, via Wi-Fi, com qualidade”.

## Características Gerais
Estação Elevada divida em duas grandes estruturas, com plataformas laterais na área destinada a Linha Sul, e plataforma central na área destinada ao VLT. A parte mais antiga destinada ao metrô tem estruturas em concreto aparente, paredes de alvenaria feitas com blocos de concreto, revestidos ou não, conforme o local de aplicação; os revestimentos utilizados são os usuais, tais como pisos de placas de borracha, vinil ou granito, ladrilhos cerâmicos de alta resistência; cimentado em alguns pisos, argamassa de emboço/reboco, pintura e cerâmica em paredes; telhas metálicas na cobertura; janelas e portas de alumínio ou aço, conforme os locais de aplicação. Já a parte mais atual destinada a Linha Nordeste foi concebida com o intuito de usar uma linguagem diferente da outra estrutura, com isso os materiais usados, metal e vidro, se diferenciam da outra estrutura em concreto.

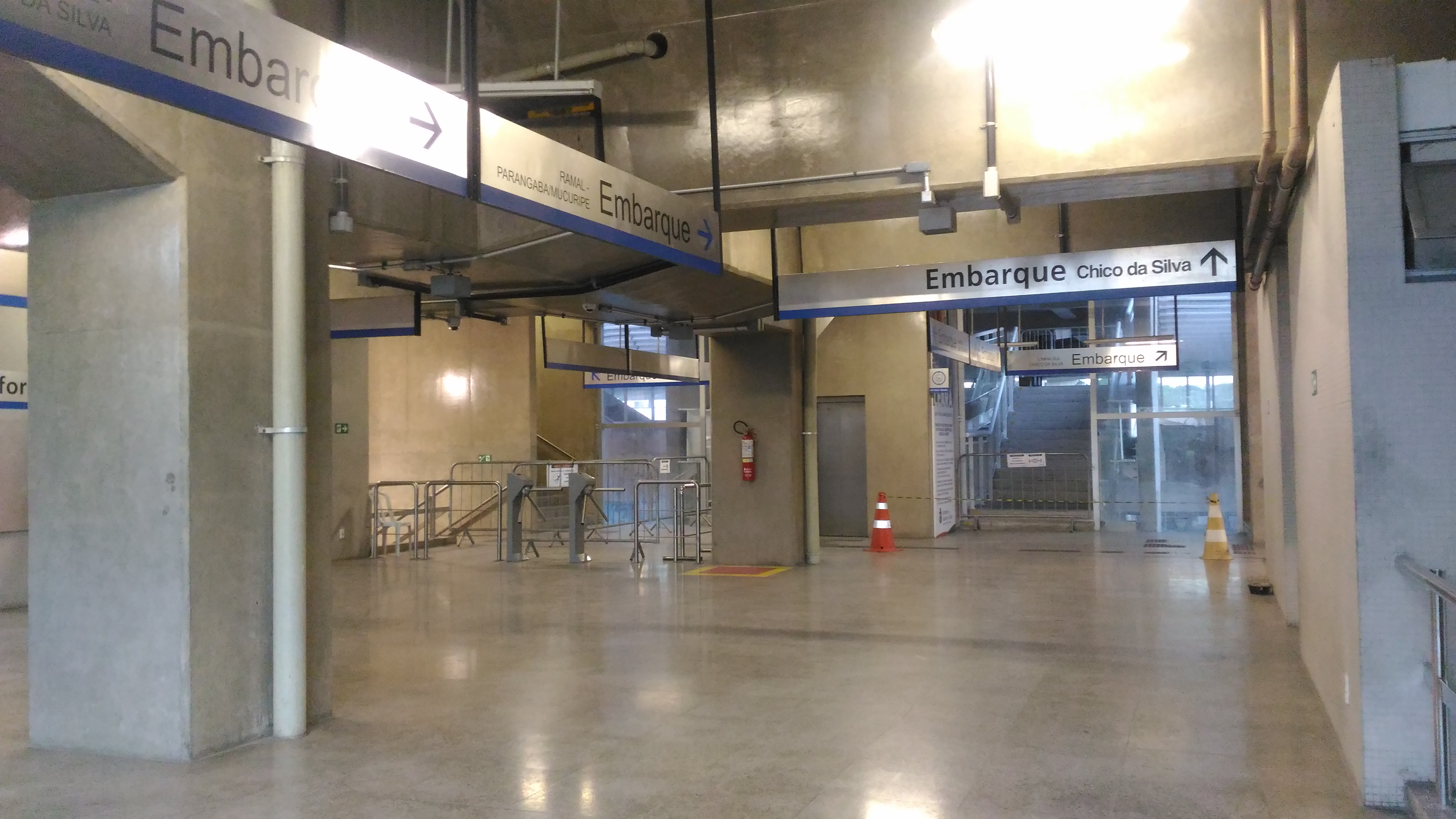
Ligação entre as plataformas da Linha Sul do metrô com a plataforma do VLT na estrutura anexa em janeiro de 2018.

A cobertura é formada por pórticos metálicos, apoiados nas vigas de concreto que perfazem a estrutura das vias com o objetivo de dar mais leveza estética e estrutural. A coleta e condução de água pluvial será através de calha metálica em alumínio, tendo o seu fechamento por placas de policarbonato, que proporcionam uma entrada de iluminação natural e de telhas metálicas com material térmico entre as chapas, para proporcionar conforto aos passageiros na plataforma. Uma característica importante do projeto, foi que com a introdução dos pórticos metálicos para sustentar a cobertura da estação, liberou-se a plataforma de pilares, tendo como único elemento que transpassa a estação o elevador para deficientes e pessoas idosas, este também tem a função estrutural de apoiar o reservatório de água.

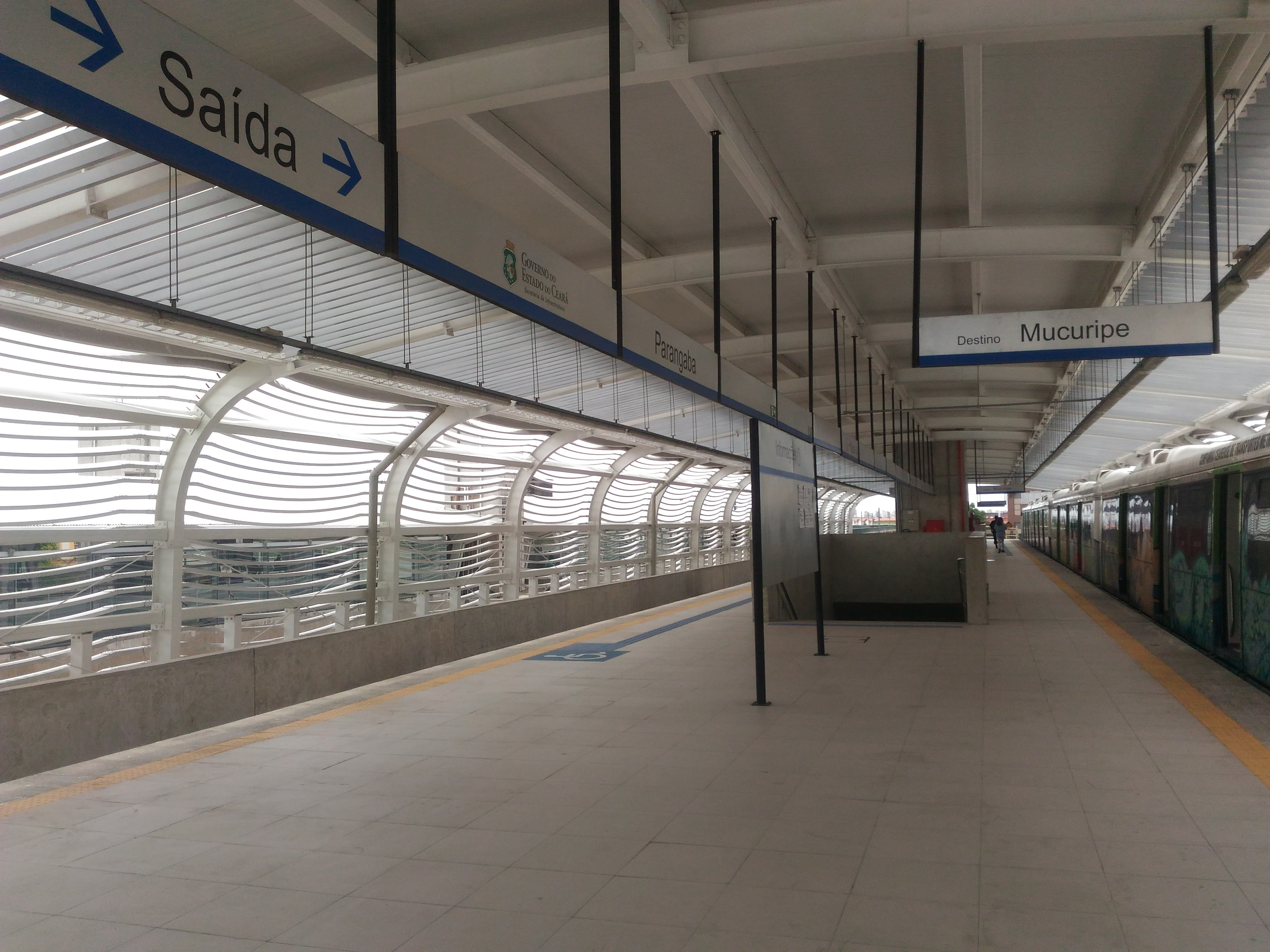
Plataforma da estrutura anexa da estação Parangaba destinado ao VLT.

A estação conta com mapas de localização, elevadores,  sistemas de sonorização, telas de led nas plataforma que mostram os destinos de trens, horário de chegada da próxima composição além de outras informações e mensagens como o horário de funcionamento do metrô de Fortaleza, as integrações como os outros sistemas nos terminais intermodais, informações de utilidade publica como também publicidades, além de passarela de acesso entre as duas partes da estação. A estação Parangaba permite fácil integração com outros sistemas de transportes, pois integra o sistema metroviário ao VLT e ao terminal de ônibus da Parangaba . 
A localização estratégica da estação com sua proximidade de um shopping e de importantes avenidas, a fácil integração com outros modais e o fato de estar no coração de um dos mais importantes micro centros de Fortaleza, torna a estação Parangaba uma das mais movimentadas e importantes do sistema.

### Acessos
Os Acessos a estação Parangaba podem ser realizados de três modos: Do lado Oeste, através da galeria comercial, tendo como via de entrada a Rua Eduardo Perdigão. Do lado Leste, também através de uma galeria comercial, tendo como via de entrada a Rua Carlos Amora.  Todos os acessos chegam ao pátio dos bloqueios, com 12 unidades, situados no pavimento Térreo. Através dele, por meio de escadas fixas e rolantes e elevadores, se tem acesso ao Mezanino, ponto de ligação para acessar a plataforma da Linha Nordeste. A ligação é feita através de elevador e escada fixa, para um nível mais elevado, denominado passarela de acesso, que faz a ligação até a plataforma da Linha Nordeste, sendo esta feita através de escadas fixas e elevador.

## Acessibilidade
A estação segue as normas técnicas de acessibilidade, garantindo recursos para pessoas que possuem alguma deficiência ou estão com mobilidade reduzida por qualquer razão.
Entre os recursos ofertados na estação Parangaba estão: Um conjunto de três elevadores convencionais, solução de mobilidade e acessibilidade vertical mais utilizada no Metrô de Fortaleza, possibilitando a subida e descida de pessoas em cadeiras de rodas, carrinhos de bebê, idosos ou pessoas com a saúde debilitada, sendo usado para fazer o transporte entre os três níveis da estação; pisos táteis, caracterizados como percursos fixados no chão da estação, com relevo, que permitem aos deficientes visuais transitar com autonomia e segurança; mapas táteis, que trazem informações, em braile, sobre a localização dos principais pontos na estação, indicando aos deficientes visuais onde estão localizados os elevadores, as plataformas de embarque, a bilheteria e as escadas. Localizado na entrada da estação, o mapa tátil é uma importante ferramenta para a locomoção dos deficientes visuais, conferindo maior autonomia para estes passageiros.
Ressalta-se também, que as equipes presentes nas estações, compostas por agentes de estação e vigilantes, recebem treinamento especializado para ajudar no embarque e desembarque de passageiros com deficiência.

## Integração

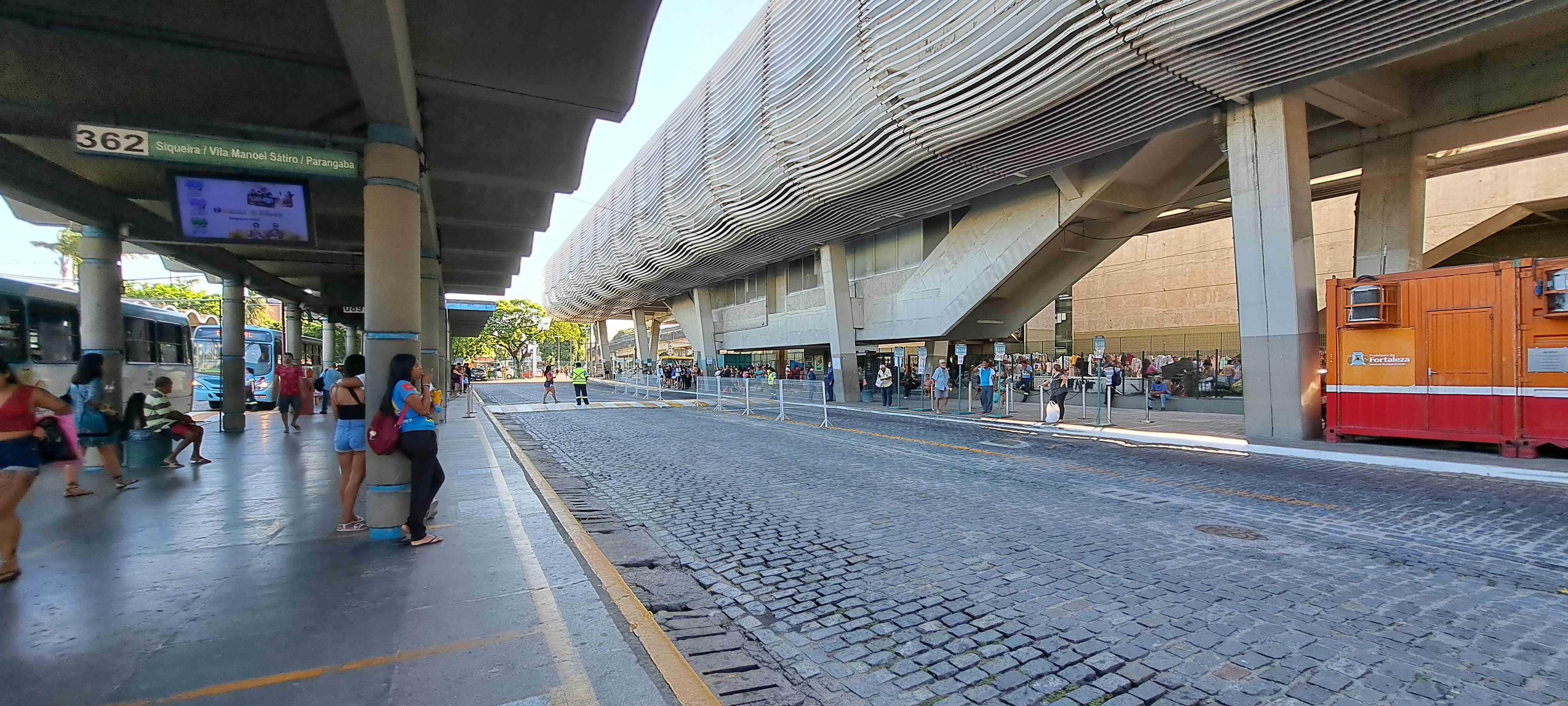
A direita da imagem, em destaque, a estação Parangaba do VLT e parte da estrutura dedicada do metrô, observadas de uma das plataformas do terminal de ônibus urbano da Parangaba.

Ao longo dos anos devido a sua localização bem centralizada no mapa de Fortaleza o bairro da Parangaba foi se tornando um centro de conexões de transportes natural. Desde da chegada dos bondes no final do século XIX, a região já demostrava a sua vocação para ligar diferentes regiões daquela metrópole que viria a surgir.
Atualmente a estação faz ligação direta entre as linhas Sul do metrô e Nordeste do VLT, o Terminal de ônibus urbano da Parangaba. 
Na região o primeira estrutura a ser entregue foi o Terminal de ônibus urbano ainda no dia 7 de agosto de 1993, seguido pela estação Parangaba da Linha Sul em 15 de julho de 2012, pela estação 01 do Bicicleta Integrada em 1 de junho de 2016 é por ultimo a plataforma destinada a Linha Nordeste no dia 25 de julho de 2017. 
Para uma total conexão entre os modais é exigido a anos pela população uma integração tarifária entre o terminal de ônibus e a estação. A tão aguardada integração entre os modais metroviário e rodoviário, é prometida todos os anos pela Metrofor, fato que sempre é postergado e nunca se concretiza.  
Outro fator fundamental é a necessidade de ser realizada uma completa reformulação no Terminal de ônibus urbano, cuja estrutura já apresenta problemas para suportar o crescente movimento de usuários, sofrendo problemas de super lotação em horários de grande movimento.

## Diagrama da estação
| 1 |

|  | ↓ a ↓ |

|  | ↑ b ↑ |

| 2 |

| 1 |

|  | ↓ a ↓ |

|  | ↑ b ↑ |

| 2 |

| 1 |

|  | ↓ a ↓ |

|  | ↑ b ↑ |

| 2 |

| 1 |

|  | ↓ a ↓ |

|  | ↑ b ↑ |

| 2 |

|  | ↑ c ↑ |

| 3 |

|  | ↑ d ↑ |

|  | ↑ c ↑ |

| 3 |

|  | ↑ d ↑ |

|  | ↑ c ↑ |

| 3 |

|  | ↑ d ↑ |

|  | ↑ c ↑ |

| 3 |

|  | ↑ d ↑ |

## Tabela de Linhas
Duas Linhas atendem a estação: A Linha Sul, do metrô, e a Linha Nordeste do VLT (Veiculo Leve sobre Trilhos).
| Linhas   | Terminais                                  | Estações | Comprimento (Km) | Intervalo entre os trens (Minutos) | Funcionamento                             |
| -------- | ------------------------------------------ | -------- | ---------------- | ---------------------------------- | ----------------------------------------- |
| Sul      | Central-Chico da Silva ↔ Carlito Benevides | 20       | 24,1             | 17                                 | De segunda a sábado, de 5:30 até 23:00 hs |
| Nordeste | Parangaba ↔ Iate                           | 11       | 13,4             | 36                                 | De segunda a sábado de 05:30 Até 23:20    |

## Dados Técnicos
As duas estruturas, por serem interligadas, compartilham as mesmas salas Operacionais e Técnicas, bem como os reservatórios de água projetados para uso em combate a incêndio. O reservatório elevado de água de combate a incêndio tem capacidade para 13,00 metros cúbicos. O sistema de ventilação da estação Parangaba é totalmente natural, uma vez que se trata de uma estrutura elevada, possuindo assim uma ventilação cruzada natural. Como regra geral foram previstos 7 centímetros sobre o piso bruto, para acabamento de piso.
Os degraus das escadas fixas foram projetados de acordo com a norma e atende também as normas NBR 9050/2004 e NBR 14021/2005. As aberturas para a instalação das escadas fixas levaram em conta a largura total de 3,00 metros cada. As laterais dessas escadas são de vidro; os peitoris da estação, sempre que possível e adequado, serão também fechados com vidro, em vez de concreto. Os portões de fechamento da estação, nos acessos norte e sul, são de alumínio no padrão normalmente adotado pelo Metrofor, sendo feito por portas de enrolar.

## Ligações Externas
- «Estação da Parangaba no site Estações Ferroviárias do Brasil»
- Página oficial do Metrô de Fortaleza